# Anjelika Krîlova
Angelica Alekseevna Krîlova (rus. Анжелика Алексеевна Крылова; n. 4 iulie 1973, Moscova, RSFS Rusă, URSS) este o fostă patinatoare rusă. Împreună cu partenerul Oleg Ovseannikov a câștigat medalia de argint la patinaj artistic în cadrul Jocurilor Olimpice de iarnă din 1998.
Krîlova a câștigat în 1999 aurul în campionatul rus, campionatul european și campionatul mondial. S-a retras din viața sportivă, iar apoi s-a angajat drept coregrafă în Berlin. În anii 2004 și 2005 a antrenat-o pe patinatoarea germană Tanja Kolbe.

## Palmares
| Competiție           | 1993 | 1994 | 1995 | 1996 | 1997 | 1998 | 1999 |
| -------------------- | ---- | ---- | ---- | ---- | ---- | ---- | ---- |
| Jocurile Olimpice    | -    | 6.*  | -    | -    | -    | 2.   | -    |
| Campionatul mondial  | 3.*  | -    | 5.   | 2.   | 2.   | 1.   | 1.   |
| Campionatul european | 4.*  | 6.*  | -    | -    | 2.   | 2.   | 1.   |
| Campionatul rus      | ?*   | 1.*  | 1.   | 2.   | 1.   | 1.   | 1.   |